# Toma Caragiu
Toma Caragiu (Argos Orestiko; en grec: Άργος Ορεστικό o Hrupisti, 21 d'agost de 1925, Grècia) - Bucarest, d. 4 de març de 1977) va ser un actor romanès d'origen aromanès, amb una rica activitat a la ràdio, teatre, televisió i cinema. Principalment va interpretar papers de comèdia, però també va protagonitzar drames, una de les seves pel·lícules de referència va ser L'actor i els salvatges (1975).

## Biografia
Va néixer el 21 d'agost de 1925 en una família d'aromans (Nico Caragiu i Atenes Papastere Caragiu) originari del poble grec d'Aetomilitsa, província de Konitsa, prefectura de Ioannina, regió de l'Epir. La família Caragiu s'instal·la a Ploiești, a la str. Rudului 144, després de la rendició del Quadrilàter de Bulgària, que abans vivien, després de la seva emigració de Grècia, a la comuna de Sarsânlar, comtat de Durostor. Toma és un estudiant de vuitè de primària a l'institut "Sants Pere i Pau" de Ploiești. L'actor dirà més tard:
| «              | ... Vaig créixer i vaig anar a l'escola a Ploiești. Així que sóc de Ploiești de soca-rel. | » |
| — Toma Caragiu |                                                                                           |   |

És cooptat a l'equip de teatre de l'institut i escriu a la revista de l'institut Framantări. Va rebre el diploma de batxillerat l'estiu de 1945. Es va matricular en Dret, però va abandonar els estudis i va ingressar al Conservatori de Música i Art Dramàtic de Bucarest, classe Victor Ion Popa. Durant les vacances recolza una obra viva d'animador cultural i reunint al seu voltant altres artistes realitza l'espectacle Take, Ianke and Cadîr de VI Popa, que representa al cinema “Modern” de Ploiești, després les Roses Vermelles de Zaharia Bârsan. Així, es va crear el nucli anomenat “Brigada Cultural de Prahova”, que es va transformar en el “Teatre dels Sindicats Units” (1947), del qual va néixer el “Teatre Estatal de Ploiești” (1949). Va debutar escènic a l'escenari de l'estudi “National Theatre” de Piata Amzei (1948), quan encara era estudiant de tercer any, se li va confiar el paper d'escuder a l'obra Toreadorul din Olmado dirigida per Ion Șahghian..
L'1 de maig de 1948 esdevé membre del cos artístic del Teatre Nacional. Es va graduar a l'IATC el 1949 amb 24 anys. L'1 d'abril de 1951 va ser contractat al "Teatre Estatal" de Constanța, de recent creació, on va interpretar, entre altres papers, Rică Venturiano a l'obra Una nit de tempesta.
L'any 1953, als 28 anys, va ser nomenat director del "Teatre Estatal" de Ploiești, càrrec que va ocupar durant 12 anys. Va interpretar 34 papers a l'escenari de Ploiești. El 1965 va ser convidat per Liviu Ciulei i va marxar al Teatre Bulandra de Bucarest, deixant enrere un dot de 90 premis.
Va jugar al costat d'altres monstres sagrats com Ștefan Bănică, Octavian Cotescu, Anda Călugăreanu i altres. Va morir tràgicament, sota les runes del bloc de pisos de Bucarest on va viure en el terratrèmol del 4 de març de 1977, que li llevarà la vida al seu bon amic, el director Alexandru Bocăneț. Toma Caragiu va ser enterrat al cementiri de Belu a Bucarest.

## Vida personal
Després dels primers anys de la seva vida a Grècia, Toma es va refugiar amb la seva família (mare, pare i dues germanes petites, Matilda i Geta) a Cadrilater, llavors a Romania. Després d'una sèrie de pelegrinatges, es van establir a Ploiești, on Toma va acabar el batxillerat.
Es va casar l'any 1952 amb una col·lega de teatre, Maria Bondar (acariciada "Bebe"), però el matrimoni no és un dels més feliços. El divorci té lloc l'any 1962, no abans de l'adopció d'una nena de 3 anys, la futura Maria (Doina) Caragiu; ella no seguirà la carrera artística del seu pare (va afirmar en una entrevista del 2007: "No tinc el seu talent, la seva cultura, ni tan sols continuo la seva professió",) però tot i així es va beneficiar dels drets d'autor després de la mort seu pare.
El 1963, es va casar amb Elena Bichman (n. 1937, Bucarest), també actriu, també en segon matrimoni, després del seu divorci de l'actor i dramaturg Paul Ioachim. Sembla que aquest matrimoni no va ser dels més feliços, possiblement pel tarannà més aventurer de l'actriu. Després de la tràgica mort de l'artista, Elena Caragiu (coneguda Mimi) va deixar Romania el 1977 i es va establir als Estats Units d'Amèrica, per seguir amb la seva vida i recórrer diverses expedicions sota el nom d'Helen Cara-Chester. Va tornar a Romania el setembre de 2011 amb la voluntat d'establir una casa commemorativa de Toma Caragiu.
Des de 1964, l'actor es trasllada a Bucarest amb la seva dona; compra una casa rústica al poble de Brătulești, comuna de Periș, situada a uns 29 km de la capital, on passa el seu temps lliure. La casa serà venuda més tard, després de la mort del mestre, per la seva hereva, Maria (Doina) Caragiu.

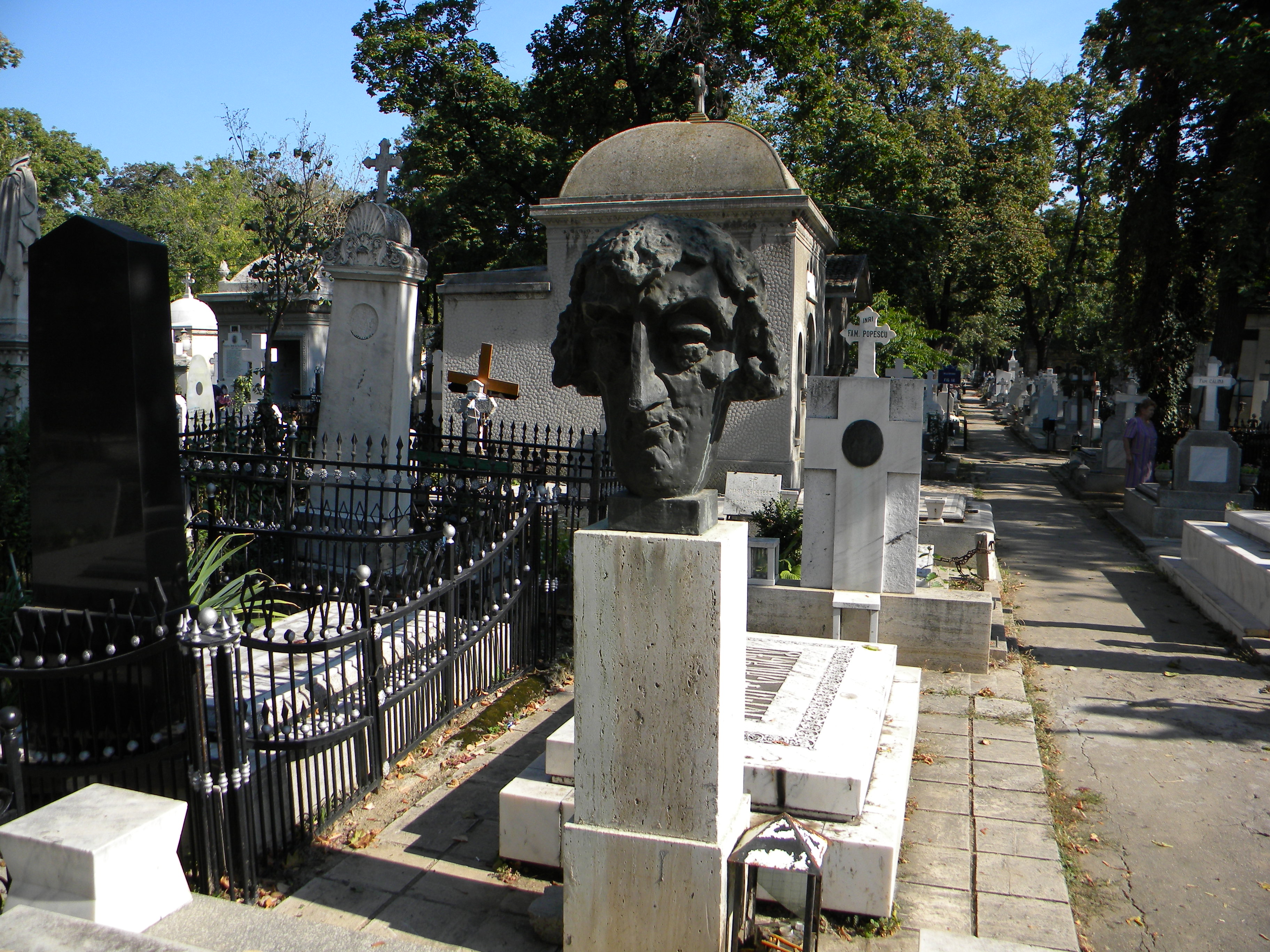
La tomba de Toma Caragiu

El fatídic vespre del 4 de març de 1977, l'artista visitava el seu amic, el director de cinema i televisió Alexandru Bocăneț, que va venir a celebrar la finalització de la seva pel·lícula Gloria nu cântă, en què el mestre feia el paper principal. L'edifici on vivia (bloc Continental) va ser destruït per un terratrèmol. Es va destruir fins al tercer pis (Toma Caragiu vivia al segon pis), però els dos van ser atrapats intentant escapar per les escales i els va atrapar la runa. El cos de l'actor va ser trobat sis dies després del terratrèmol, i el funeral va tenir lloc l'endemà, 11 de març de 1977, al cementiri de Bellu.
Una de les germanes del gran actor, Matilda Caragiu (casada amb Marioțeanu), (n. 1927 - m. 2009), es va convertir en una lingüista respectada, membre de l'Acadèmia Romanesa, i l'altra germana, Geta Caragiu (casada amb Gheorghiță), (b. 1929), va ser un escultor talentós.

## Premis
Va rebre l'Orde del Mèrit Cultural classe III (1967) "per mèrits especials en l'àmbit de l'art dramàtic" i l'Orde de l'Estrella de la República Socialista de Romania classe IV (1971) "per mèrits especials en la construcció" del socialisme, amb motiu del 50è aniversari de la creació del Partit Comunista Romanès”.

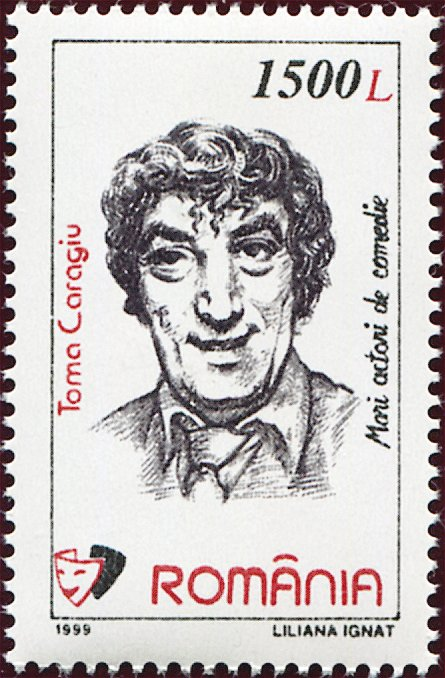

## Filmografia
Toma Caragiu va protagonitzar 41 pel·lícules.
- Nufărul roșu - director Gheorghe Tobias, 1955
- Nu vreau să mă însor (1961)
- Vară romantică -director Sinisa Ivetici, 1961
- Poveste sentimentală - director Iulian Mihu, 1962
- Străzile au amintiri - director Manole Marcus, 1962
- Politică și delicatese - director Haralambie Boroș, 1963
- Pădurea spânzuraților - director Liviu Ciulei, 1964
- Cartierul veseliei - director Manole Marcus, 1965
- Procesul alb - director Iulian Mihu, 1966
- Haiducii (1966)
- Vremea zăpezilor - director Gheorghe Naghi, 1966
- Șeful sectorului suflete (1967)
- Subteranul - director Virgil Calotescu, 1967
- De trei ori București (1968) - segmentul „București”
- Răpirea fecioarelor (1968)
- Răzbunarea haiducilor (1968)
- K.O. (1968)
- Brigada Diverse intră în acțiune (1970)
- Haiducii lui Șaptecai (1971)
- Zestrea domniței Ralu (1971)
- Facerea lumii (1971)
- Săptămîna nebunilor (1971)
- Brigada Diverse în alertă! (1971)
- Urmarirea (1971)
- B.D. la munte și la mare (1971)
- Bariera - director Mircea Mureșan, 1972
- Explozia (1972)
- Ciprian Porumbescu (1973)
- Proprietarii - director Șerban Creangă, 1974
- Trei scrisori secrete (1974)
- Tatăl risipitor - director Adrian Petringenaru, 1974
- Actorul și sălbaticii (1975)
- Nu filmăm să ne-amuzăm (1975)
- Mastodontul - director Virgil Calotescu, 1975
- Singurătatea florilor (1976)
- Operațiunea Monstrul (1976)
- Premiera (1976)
- Serenadă pentru etajul XII (1976)
- Condiția Penelopei (voce) - director Luminița Cazacu, 1976
- Tufă de Veneția (1977)
- Marele singuratic (1977)
- Gloria nu cântă - director Alexandru Bocăneț, 1977
- Buzduganul cu trei peceți - director Constantin Vaeni, 1977